# Nectanebo I
Nectanebo I ook bekend als Nachtnebef was farao van 379 t/m 363 v.Chr. en stichter van de 30e dynastie. Zijn naam betekent: "Krachtig is zijn heer" en zijn tweede naam betekent: "De Ka van Re is gekomen!"

## Biografie
Nectanebo van Sebennytos (stad in de Nijldelta) kwam aan de macht door zijn voorganger Nepherites II te vermoorden, hoewel hij wellicht een verre verwant is van Nepherites I. Zijn vader was generaal Djedhor. Hij was getrouwd met Udjashu en in de laatste paar jaar van zijn regering was zijn zoon Teos co-regent.

## Oorlogen
In 373 v.Chr. viel een verenigd Perzisch en Grieks leger, gestuurd door Artaxerxes II, Egypte binnen om het weer onder Perzisch bewind te brengen. Nadat Nectanebo de eerste slag verloor kon hij door onenigheid bij de tegenstanders een succesvolle tegenaanval uitvoeren en ze uit Egypte verdrijven.

## Bouwwerken

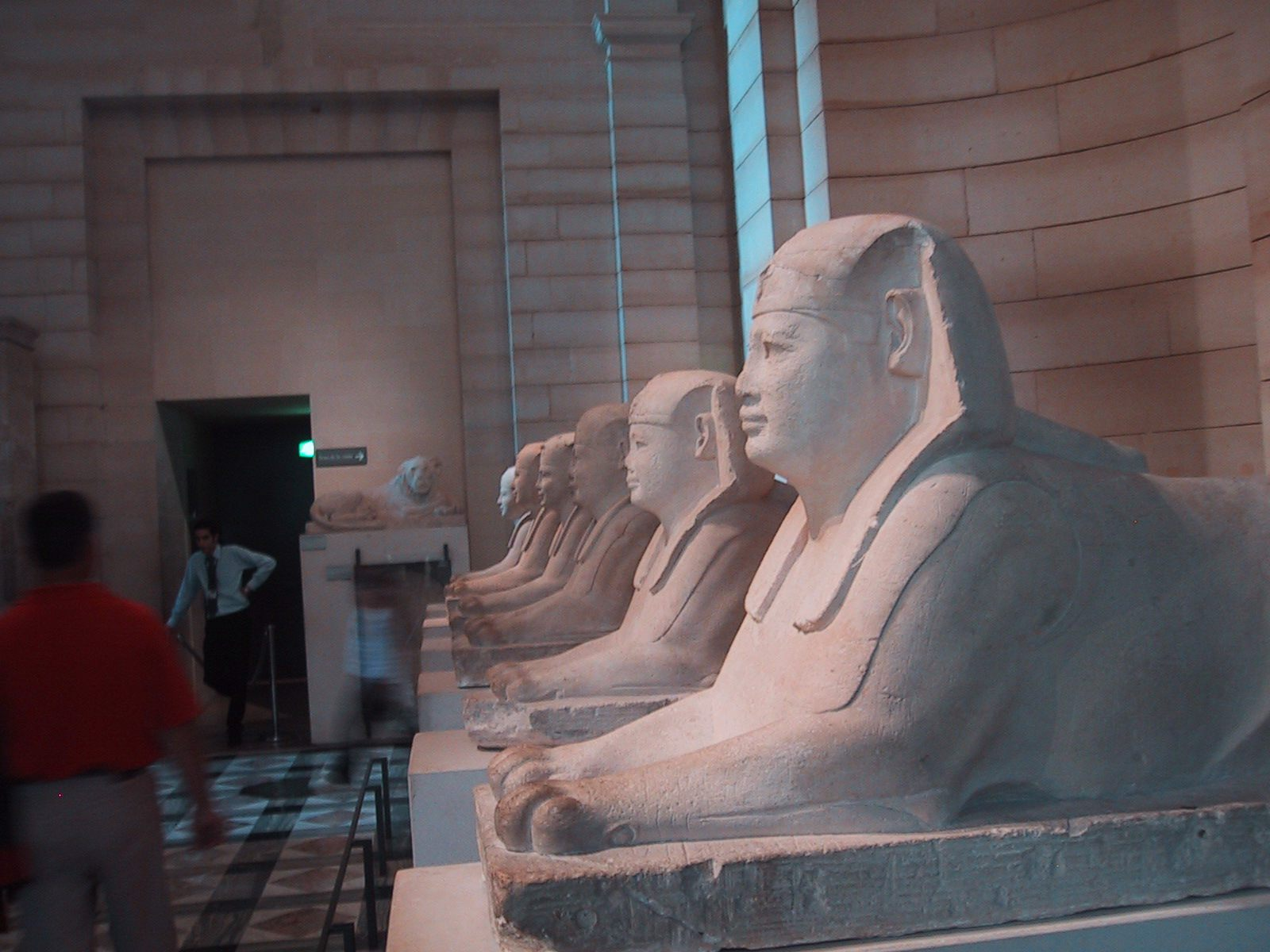
Sfinxen uit Saqqara
Louvre

Enkele bouwwerken die tijdens zijn regering werden gebouwd zijn het paviljoen op het eiland Philae, een mammisi in Dendera en een tempel in Tanis.
Verder voegde hij in Karnak onderdelen toe aan de tempel van Amon, de tempel van Mut en de tempel van Montu en versierde de dromos naar de tempel van Luxor met sfinxen. Hij legde ook een dromos aan naar het Serapeum te Saqqara.